# Fatih-Moschee (Amsterdam)

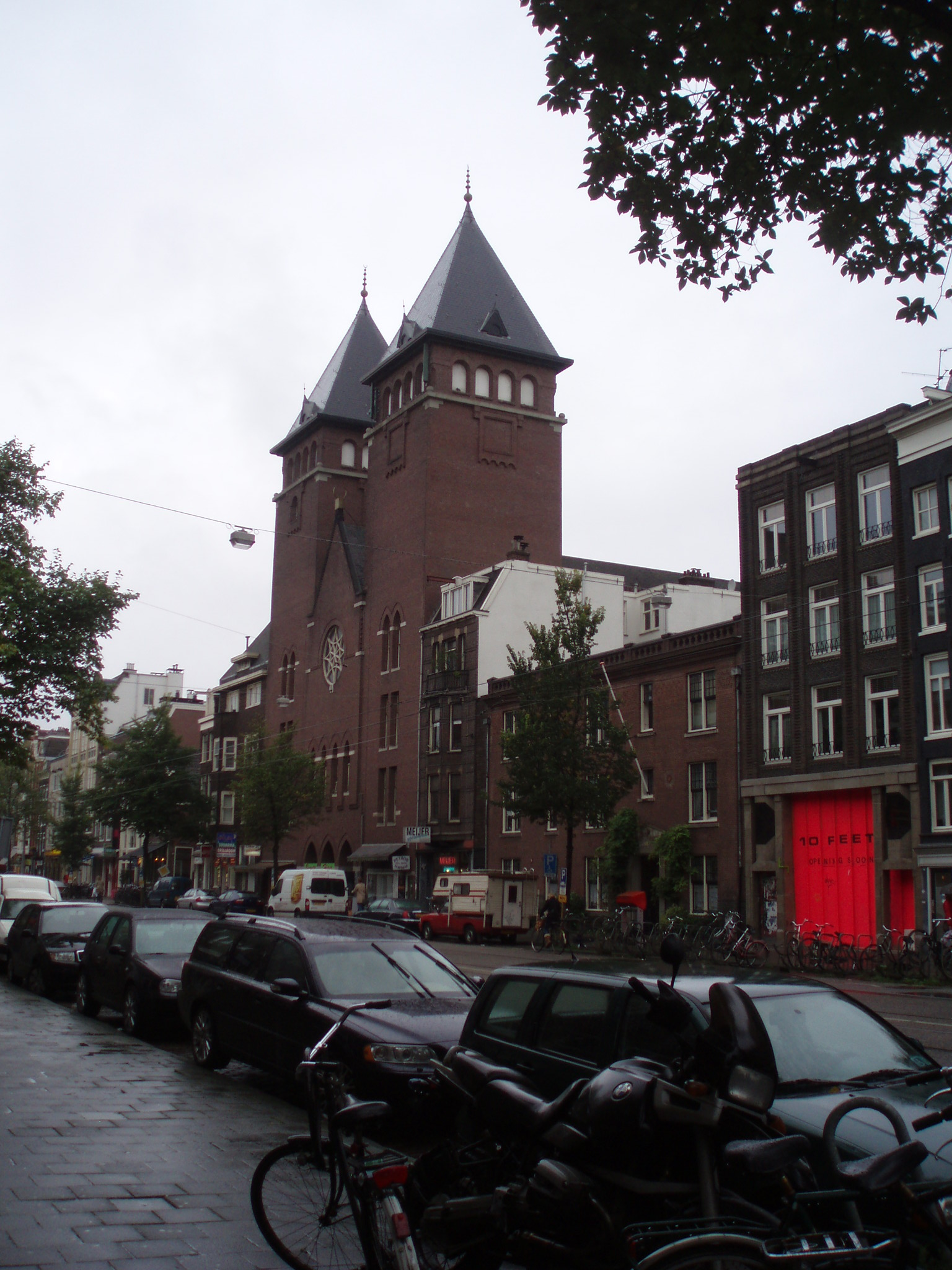
Fatih-Moschee

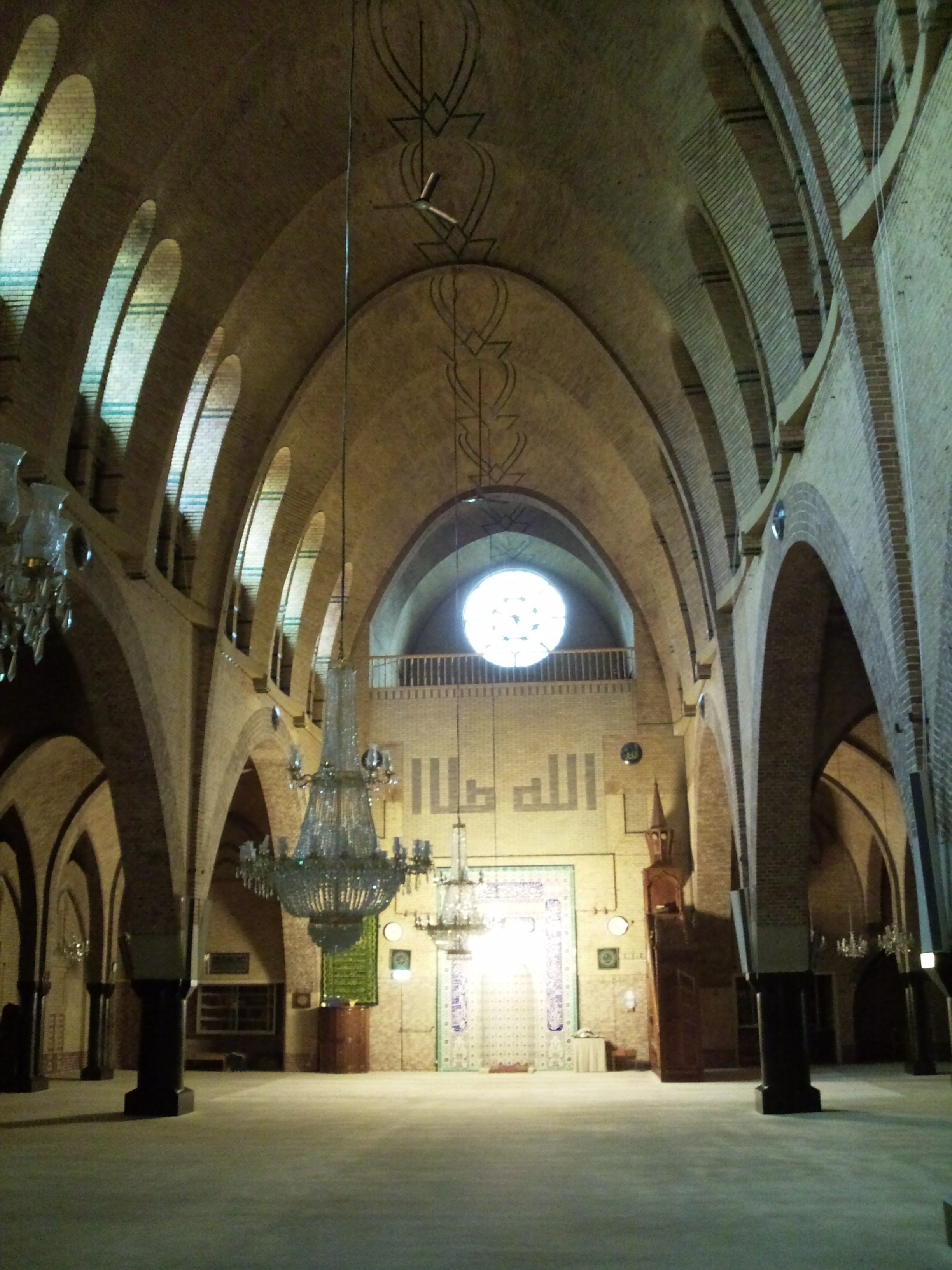
Innenansicht der Fatih-Moschee; der Mihrab befindet sich im ehemaligen Narthex

Die Fatih-Moschee (niederl. Fatih-moskee) ist eine 1981 eingerichtete Moschee in der Rozengracht im Amsterdamer Stadtteil Centrum. Bis 1971 befand sich hier die katholische Kirche Sint-Ignatiuskerk, auch De Zaaier (Der Sämann) genannt. Da das Gebäude und das ehemalige Pfarrhaus noch intakt sind, wurden sie als Vertreter der Bauperiode der 1920er Jahre betrachtet und in die städtische Denkmalliste Amsterdams eingetragen.

## Gebäude
Im Jahr 1899 wurde das sozialistische Vereinshaus Constantia der Freien Sozialistischen Arbeiterbewegung (Vrije Socialistische Arbeidersbeweging) aufgekauft; an diesem Ort hielt der Politiker Ferdinand Domela Nieuwenhuis seine anarchistischen Reden. Ein Kirchenvorsteher kaufte das Gebäude während einer Auktion, die wegen einer Hypothekenschuld gehalten wurde und verkaufte es an den Kirchenrat von „De Zaaier“. 
„De Zaaier“ war eine in der Rozengracht von Jesuiten gegründete Schuilkerk („versteckte Kirche“) aus dem 17. Jahrhundert. Diese befand sich ab 1663  auf dem Dachboden des Hauses De Sayer in der Keizersgracht. Der Name dieses Hauses wurde schließlich auf die neue Kirche in der Rozengracht übertragen.
Auf dem Gelände der Constantia wurde die St. Ignatiuskirche erbaut und im Jahr 1929 in Betrieb genommen. Die Kirche wurde von Hendrik Willem Valk entworfen, bietet Platz für 600 Gläubige und die Höhe der Doppeltürme beträgt 40 Meter. Sie wurde von Jesuitenpatres betrieben und war dem Gründer des Ordens, dem heiligen Ignatius von Loyola, gewidmet.
Im Jahr 1971 wurde die Kirche zuletzt für römisch-katholische Gottesdienste genutzt. Im Jahr 1974 wurde sie zur Teppich- und Musikhalle, bis das Gebäude im Jahr 1981 von der Islamischen Stiftung Fatih (Islamitische Stichting Nederland Fatih Amsterdam) erworben und als Moschee eingerichtet wurde. Seitdem trägt das Gebäude offiziell den Namen Fatih-Moschee, benannt nach dem osmanischen Sultan Mehmed II.
Der Wandel von Kirche zur Moschee brachte einige Veränderungen innerhalb des Gebäudes mit sich.
Die islamische Gebetsrichtung ist der Ausrichtung des ursprünglichen Gebäudes entgegengesetzt. Während des Gebets richten sich deshalb die Anwesenden zum ehemaligen Haupteingang, wo nun der Mihrab angebracht ist; darüber befindet sich eine Kalligraphie mit dem Namen Allahs (arabisch الله). Auf Grund dieser Änderung betritt man den Gebetsraum durch einen kleinen Seiteneingang. Im ehemaligen Haupteingang befinden sich ein paar Geschäfte. Außen ist insbesondere der Austausch von Kreuzen durch Halbmonde auf den Türmen die auffälligste Veränderung.